# Cimetière Baïkov
Le cimetière Baïkov (ukrainien : Ба́йкове кла́до́ви́ще, Baïkove kladovychtche ou Ба́йковий цви́нтар, Baïkovovyï tsvyntar) est un cimetière de la ville de Kiev, en Ukraine. Il est situé dans le raïon de Holossiïv, dans le Sud de la ville. De nombreuses personnalités ukrainiennes y sont enterrées.

## Histoire
Le cimetière est créé en 1833. Il tire son nom de la résidence de Baïkov toute proche. La partie la plus ancienne du cimetière se trouve au sud de la rue Baïkov, tandis que la plus grande partie du cimetière, datant des années 1880, se trouve au nord de la rue Baïkov.
Le cimetière est partiellement entouré d'un mur et comporte une section orthodoxe, ainsi que deux sections plus petites, catholique et luthérienne.
Sous l'Union soviétique, l'intelligentsia et les classes moyennes et aisées de Kiev se font enterrer au cimetière Baïkov. De nombreuses pierres tombales sont des œuvres d'art, parfois monumentales. Le cimetière est resté un lieu d'inhumation prestigieux après l'indépendance de l'Ukraine.
Une église orthodoxe de style byzantin a été construite dans le cimetière entre 1884 et 1889, l'argent provenant de la vente des emplacements. Durant la période soviétique, l'église est préservée en tant que lieu de commémoration pour les cérémonies funéraires. Elle a désormais retrouvé son statut d'église.
En 1975, un crématorium moderne est construit dans la partie ouest du cimetière.
En 2011, un acte de vandalisme est commis sur la tombe de la poétesse Lessia Oukraïnka.

## Personnalités inhumées
- Nikolaï Amossov (1913-2002), médecin ukrainien.
- Oleg Antonov (1906-1984), ingénieur aéronautique soviétique.
- Nikifor Kaltchenko (1906-1984), chef de gouvernement ukrainien.
- Vincent Beretti, architecte.
- Borislav Brondoukov (1938-2004), acteur ukrainien
- Leonid Bykov (1928-1979), acteur et réalisateur ukrainien et soviétique.
- Malvina Chvidler, actrice.
- Atena Pachko et son époux Viatcheslav Tchornovil.
- Vladimir Chtcherbitski (1918-1990), homme politique ukrainien.
- Constantin Erchov (1935-1984), acteur et réalisateur soviétique
- Vitold Fokine (1932-2025), premier ministre ukrainien
- Nina Genke (1893-1954), artiste russo-ukrainienne de l'avant-garde suprématiste
- Piotr Gontcharov (1888-1970), compositeur russe.
- Sergueï Grigoriev (1910-1988), peintre ukrainien.
- Nikolaï Grinko (1920-1989), acteur ukrainien et soviétique
- Mykola Hlouchtchenko (1901-1977), peintre ukrainien.
- Oles Hontchar (1918-1995), écrivain soviétique et ukrainien
- Borys Hrintchenko (1863-1910), écrivain, linguiste et homme politique ukrainien
- Mykhaïlo Hrouchevsky (1866-1934), historien et homme politique ukrainien.
- Lioubov Ianovska (1861-1933), écrivaine et féministe ukrainienne
- Oksana Ivanenko (1906-1997), autrice jeunesse ukrainienne
- Ivan Karabits (1945-2002), compositeur ukrainien.
- Vassili Kassian (1896-1976), affichiste, graphiste soviétique, Héros du travail socialiste.
- Demian Korotchenko (1894-1969), homme politique soviétique.
- Iossyp Kossonohov (1866-1922), physicien, géographe et météorologue ukrainien.
- Sydir Kovpak (1887-1967), partisan soviétique.
- Leonid Kravtchouk (1934-2022), homme politique et président de l'Ukraine.
- Kvostov, artiste.
- Daniil Lider (1917-2002), metteur en scène ukrainien.
- Valeri Lobanovski (1939-2002), footballeur et entraîneur ukrainien
- Mykola Lyssenko (1842-1912), compositeur ukrainien.
- James Mace (en) (1952-2004), historien américain.
- Dmitri Manouïlski (1883-1959), militant communiste ukrainien.
- Vadim Meller (1884-1962), peintre et artiste russe d'avant-garde
- Gueorgui Narbout (1886-1920), peintre, graphiste russe et ukrainien
- Ivan Netchouï-Levytsky (1838-1918), écrivain, enseignant et traducteur ukrainien
- Nikolaï Olialine (1941-2009), acteur ukrainien et soviétique
- Lessia Oukraïnka (1871-1913), poétesse ukrainienne.
- Nathan Rybak (1913-1978), poète, romancier et correspondant de guerre ukrainien
- Maxime Rylski (1895-1965), poète ukrainien, traducteur
- Vassyl Stous (1938-1985), poète et journaliste dissident ukrainien
- Bohdan Stoupka (1941-2012), acteur ukrainien
- Nadia Svitlytchna (1936-2006), militante des droits de l'homme, écrivaine et éditrice
- Ivan Svitlytchny (1929-1992), poète et dissident ukrainien
- Dniprova Tchaïka (1861-1927), poétesse, traductrice et éducatrice
- Alexandre Tcherniakhivski (1869-1939), médecin, biologiste et linguiste ukrainien
- Stanislav Telniouk (1935 - 1990), poète, traducteur, écrivain et critique littéraire ukrainien
- Pavlo Tytchyna (1891-1967), poète et traducteur ukrainien
- Mykola Vinhranovsky (1936-2004), poète, acteur et réalisateur ukrainien
- Ostap Vychnia (1889-1956), écrivain ukrainien.
- Wanda Wasilewska (1905-1964), écrivain et militante communiste polonaise.
- Oleksandr Yakymenko, 1921-2004, juge et homme politique.
- Pavlo Zahrebelnyï (1924-2009), écrivain ukrainien
- Maria Zankovetska (1854-1934), actrice de théâtre ukrainienne.
- Oleksiy Fedorov (1901-1989), général soviétique.

## Galerie d'images
De nombreuses tombes et monuments sont classés au registre national des monuments d'Ukraine.

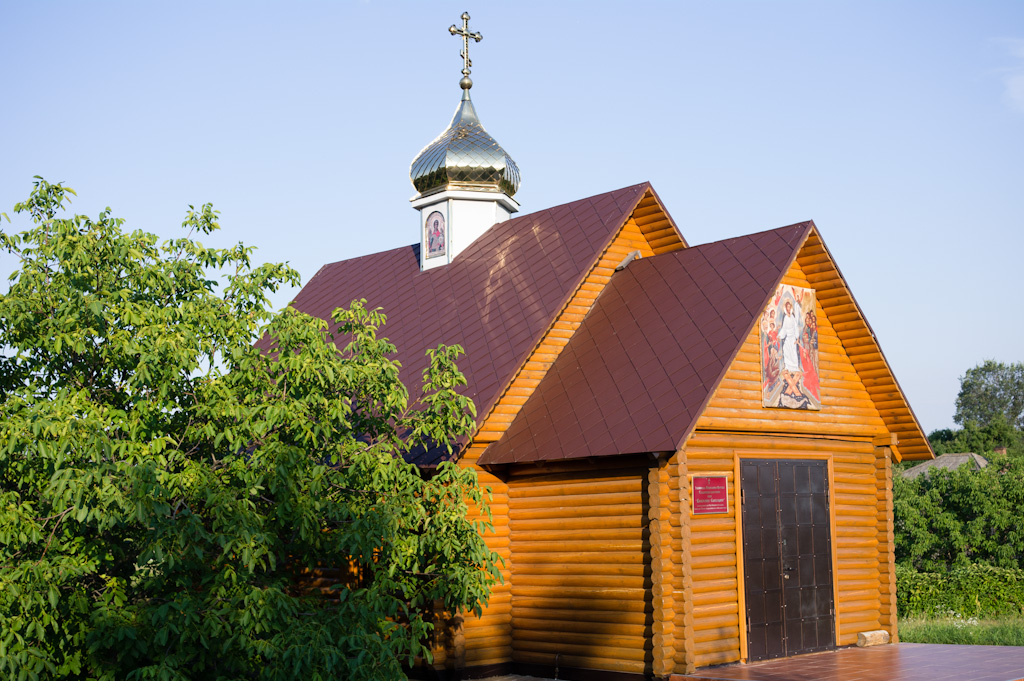
Église.
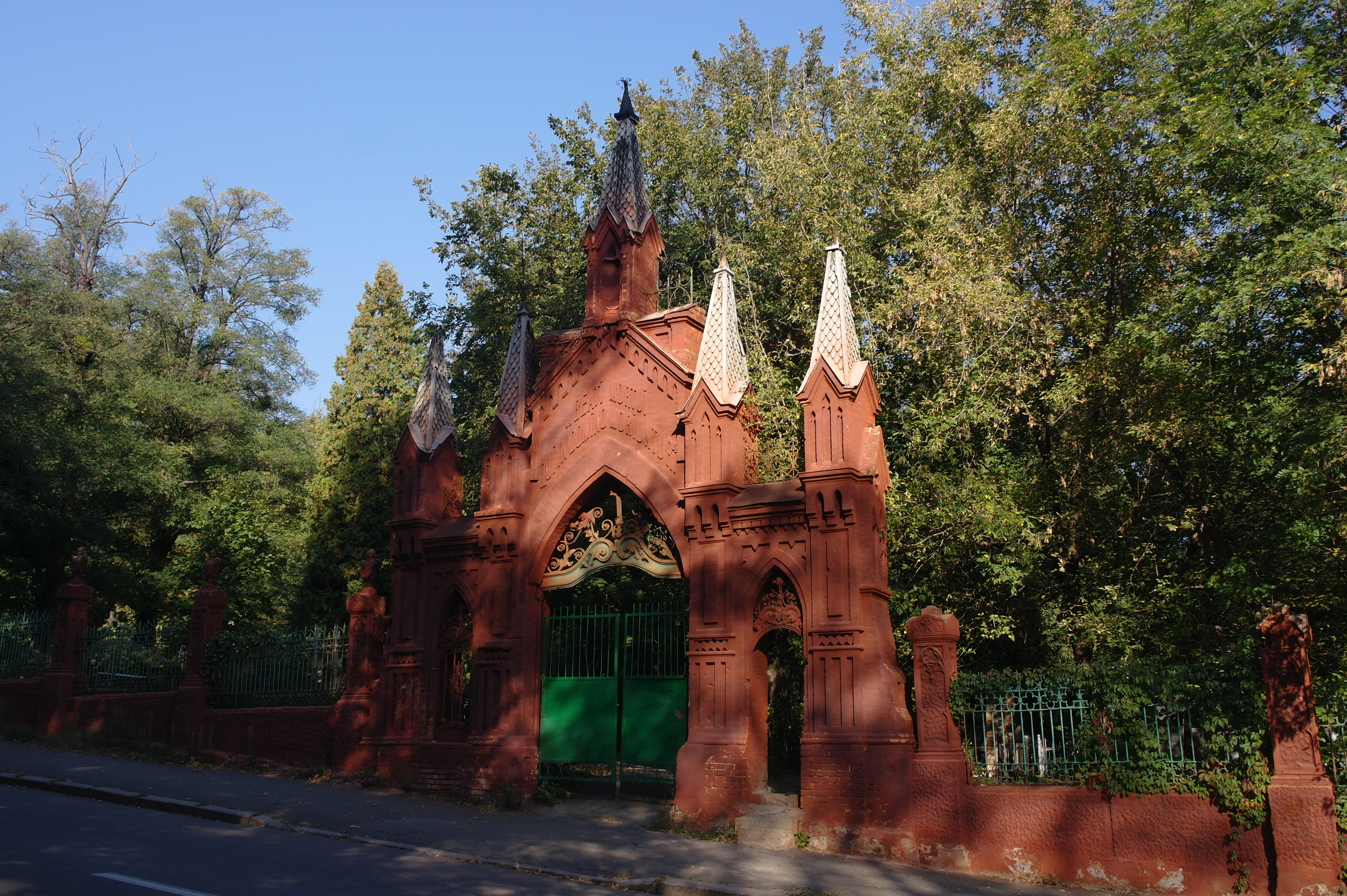
Porte d'entrée[4].
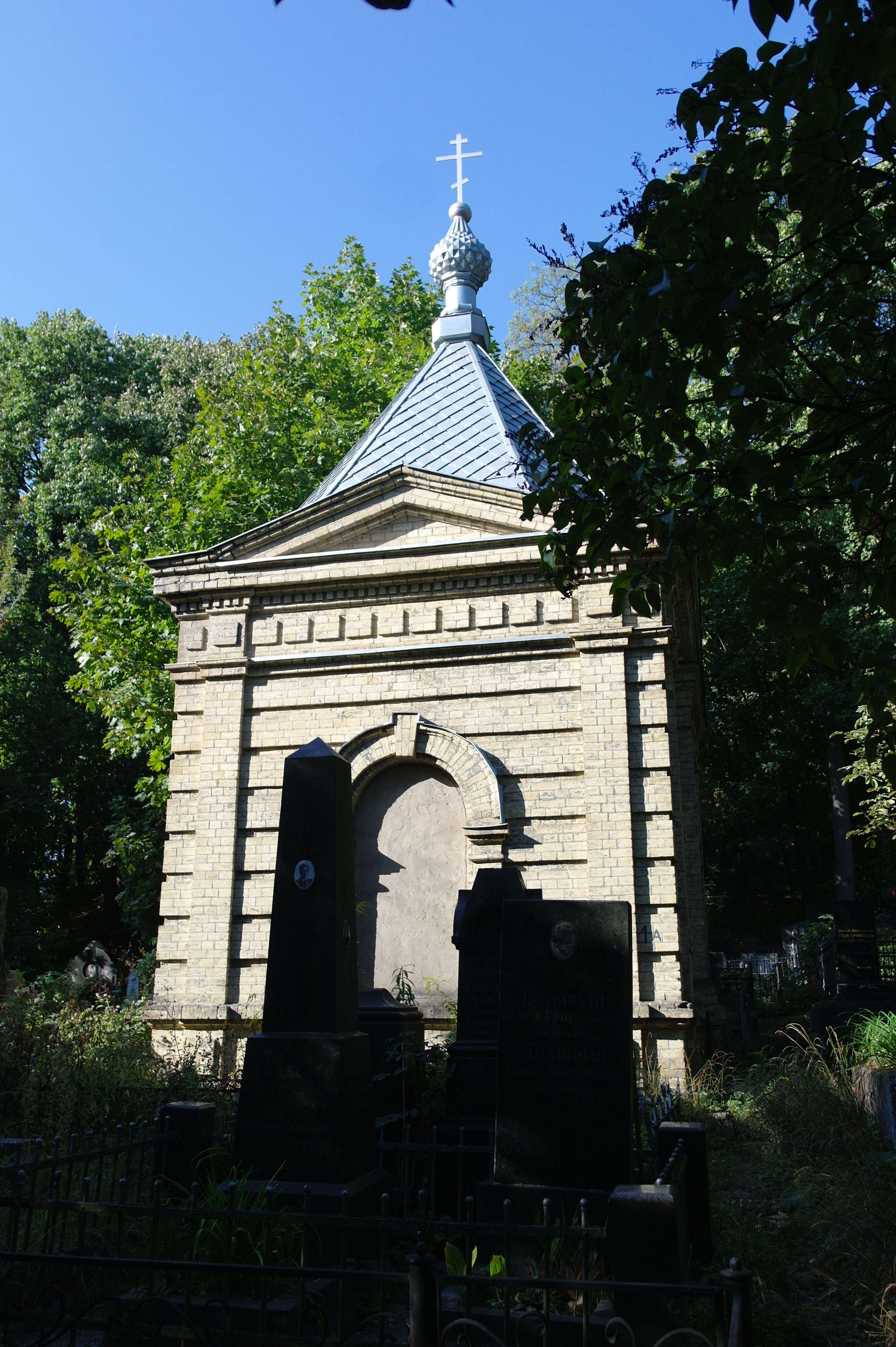
Monument funéraire[5].